# Скиппи (фильм)
«Скиппи» (англ. Skippy) — семейная комедия 1931 года по мотивам серии популярных комиксов Перси Кросби.
Фильм рассказывает о мальчике из благополучной семьи Скиппе Скиннере (Джеки Купер), который вопреки требованиям отца дружит с мальчиком из соседних трущоб Суки Уэйном (Роберт Куган), помогая другу собрать деньги на выкуп собаки у местного злодея. Скиппи переживает настоящую трагедию, когда узнаёт, что собака уже мертва, после чего выменивает у соседки подаренный отцом велосипед на её собаку, которую дарит Суки. Поведение сына трогает доктора Скиннера, и он решает помочь жителям трущоб.

## Сюжет
Скиппи — сын доктора Герберта Скиннера, человека строгих правил, и его жены Эллен. Доктор Скиннер строго-настрого запрещает сыну играть в городских трущобах и хочет склонить городские власти к тому, чтобы снести эту часть города, которая представляется ему рассадником заразы. Но Скиппи не слушается отца и продолжает пропадать в трущобах, играя с тамошними мальчишками. Однажды вместе со своим другом Сидни он спасает от хулигана Харли Наббинса мальчика по имени Суки. Скиппи и Суки становятся лучшими друзьями.
Когда Харли, кинув игрушку Скиппи, нечаянно разбивает стекло в автомобиле своего отца, мистер Наббинс возлагает вину за случившееся на Скиппи и его нового товарища и требует, чтобы ему возместили убытки. Далее он ловит собаку Суки. Скиппи отдает три доллара — все свои сбережения, — чтобы заплатить за разбитое стекло, но Наббинс требует от мальчиков ещё столько же за выкуп собаки и дает им три дня на сбор денег.
Два дня Скиппи и Суки пытаются наскрести нужную сумму — сдают пустые бутылки, продают лимонад и дрова. Недостающие тридцать центов Скиппи пытается попросить у отца, но тот отказывает ему. Мальчики приносят собранные деньги Наббинсу, но тот сообщает им, что они опоздали, и собака Суки уже мертва. Скиппи сердится на отца и отказывается от обеда. На следующее утро доктор Скиннер дарит сыну велосипед, но Скиппи обменивает его у соседки Элоизы на её собаку и дарит щенка Суки.
Доктор Скиннер, тронутый благородным поступком сына, помогает матери Суки устроиться на работу, отказывается от намерения снести трущобы и вместо этого предлагает помощь их жителям. Играя вместе с мальчиками, доктор Скиннер нечаянно разбивает новое стекло автомобиля мистера Наббинса, дерется с ним и, одержав победу, вновь завоевывает доверие сына.

## В ролях
- Джеки Купер — Скиппи Скиннер
- Роберт Куган — Суки Уэйн
- Уиллард Робертсон — доктор Герберт Скиннер
- Энид Беннетт — Эллен Скиннер
- Джек Клиффорд — мистер Наббинс
- Джеки Серл — Сидни
- Мици Грин — Элоиза
- Хелен Джером Эдди — миссис Уэйн

## Награды и номинации
На 4-й церемонии вручения премии «Оскар» в 1931 году фильм получил премию «Оскар» в категории «Лучшая режиссура» (Норман Торог стал самым молодым постановщиком, награждённым в этой номинации, за всю историю премии). Кроме того, фильм был номинирован на получение премии ещё в трех категориях:
- Лучший фильм — Луис Д. Лайтон
- Лучший актёр главной роли — Джеки Купер
- Лучший адаптированный сценарий  — Джозеф Манкевич

В свои 9 лет исполнитель главной роли Скиппи Скиннера Джеки Купер стал самым юным номинантом на премию Американской академии «Оскар» в категории «Лучший актёр главной роли» и первым в истории ребёнком-актёром, получившим номинацию на «Оскар».

## Факты
- Кинокомпания Paramount Pictures заплатила Джекки Куперу гонорар в 25 тысяч долларов, в то время как киностудия «Hal Roach Studios», с которой у юного актера был заключен контракт, платила ему всего 50 долларов в неделю.
- В картине есть сцена, где играющему главную роль мальчику Джекки Куперу нужно было кричать и плакать. Режиссёр картины Норман Таурог решил, что для этой сцены ему нужны подлинные эмоции. Он попросил помощника вывести собаку Купера за ворота студии и притвориться, что стреляет в неё. И хотя сразу после съёмки ребёнку показали пса – живого и здорового, это событие произвело на него такое неизгладимое впечатление, что спустя много лет он назвал автобиографию «Пожалуйста, не стреляйте в мою собаку!»